# Democratic Labour Party (Barbados)
De Democratic Labour Party (Nederlands: Democratische Arbeiderspartij) is een van de twee grote politieke partijen op Barbados. De partij was tussen 1966 en 2018 altijd vertegenwoordigd in de Assemblée (het lagerhuis).
De DLP werd in 1955 opgericht door Errol Walton Barrow. Hij was tot dan lid van de Barbados Labour Party, maar wilde een progressief alternatief. In 1962 werd Barrow premier en bleef dit tot 1976. Barrow was tevens premier tijdens de onafhankelijkheid van Barbados in 1966. In 1976 versloeg de BLP de DLP en ging de partij in de oppositie. Dit duurde tot 1986, toen de DLP opnieuw aan de macht kwam. Barrow werd wederom premier, maar overleed een jaar later. Hij werd opgevolgd door Lloyd Erskine Sandiford, die het land zou blijven leiden tot 1994. Van 1994 tot 2008 was de BLP weer de grootste partij in het parlement.
Onder partijleider David Thompson, met wie de DLP in 1994 en 1999 de verkiezingen had verloren, werd in 2008 dan toch een verkiezingsoverwinning geboekt. Thompson werd premier, maar overleed in oktober 2010 aan alvleesklierkanker. Zijn opvolger werd Freundel Stuart, die gedurende acht jaar premier van Barbados bleef. Bij de algemene verkiezingen in mei 2018 leed de DLP een historisch verlies; de partij viel terug van 16 naar nul zetels. Alle zetels werden gewonnen door de BLP, waarna Stuart zijn vertrek uit de politiek aankondigde.